# Oklahoma!
Oklahoma! ist ein Musical, das von Richard Rodgers (Musik) und Oscar Hammerstein (Text) verfasst wurde. Die Uraufführung des Stückes war 1943 im St. James Theatre am New Yorker Broadway. Die Story basiert auf dem 1931 erschienenen Bühnenstück Green Grow the Lilacs von Lynn Riggs. Oklahoma! markiert in der Geschichte des Musicals einen Meilenstein, da es als eines der ersten die Songs und Tanznummern nicht als Einlagen nutzte, sondern um die Handlung weiterzuführen. Hammerstein wollte mit dem Stück eine Art amerikanische Volksoper schaffen (siehe Musical Play).

## Handlung
Das Stück handelt von der Rivalität zwischen Farmern und Ranchern in Oklahoma im Jahr 1906 und von einer Liebesgeschichte, in der die Protagonisten Laurey und Curly eigentlich schon ein Paar sind, aber sich aufgrund ihrer Starrköpfigkeit zanken. Aus Trotz verspricht Laurey dem Outsider Jud Fry, ihn zu einem Tanzfest zu begleiten, ohne zu ahnen, dass er unglücklich in sie verliebt ist und bereit, jedes Mittel anzuwenden, um Curly von ihr fernzuhalten. Als sich eine Art Duell zwischen Curly und Jud anbahnt, stürzt der unbeholfene Jud in sein eigenes Messer. – Als komisches Paar erscheinen Ado Annie, die „nicht nein sagen kann“, und der gewitzte Trödler Ali Hakim.

## Musiknummern
I. Akt
- Overture – Orchester
- Oh What a Beautiful Mornin’ – Curly
- Laurey’s Entrance – Laurey & Curly
- The Surrey with the Fringe on Top – Curly, Laurey und Tante Ela
- Kansas City – Will, Tante Ela, gesamtes männliches Ensemble
- I Cain’t Say No – Ado Annie
- Entrance of Ensemble (Reprise) – Will, Ado Annie, Curly, Tante Ela, Ensemble
- Many a New Day – Laurey und gesamtes weibliches Ensemble
- It’s a Scandal! It’s an Outrage! – Ali Hakim und Ensemble
- People Will Say We’re in Love – Curly und Laurey
- Pore Jud is Daid – Curly und Jud Fry
- Lonely Room – Jud
- Out of My Dreams/Dream Ballet – Laurey und Traumfiguren

II. Akt
- Entr’acte – Orchester
- The Farmer and the Cowman – Andrew Carnes, Tante Ela, Curly, Gertie Cummins, Will Parker, Ado Annie Carnes, Laurey, Ike Skidmore, Cord Elam und Ensemble
- All Er Nuthin’ – Will and Ado Annie
- People Will Say We’re in Love (Reprise) – Curly und Laurey
- Oklahoma – Curly, Laurey, Tante Ela und Ensemble
- Finale Ultimo (Oh What a Beautiful Mornin’ und People Will Say We’re in Love) – gesamtes Ensemble

## Aufführungen und Erfolge

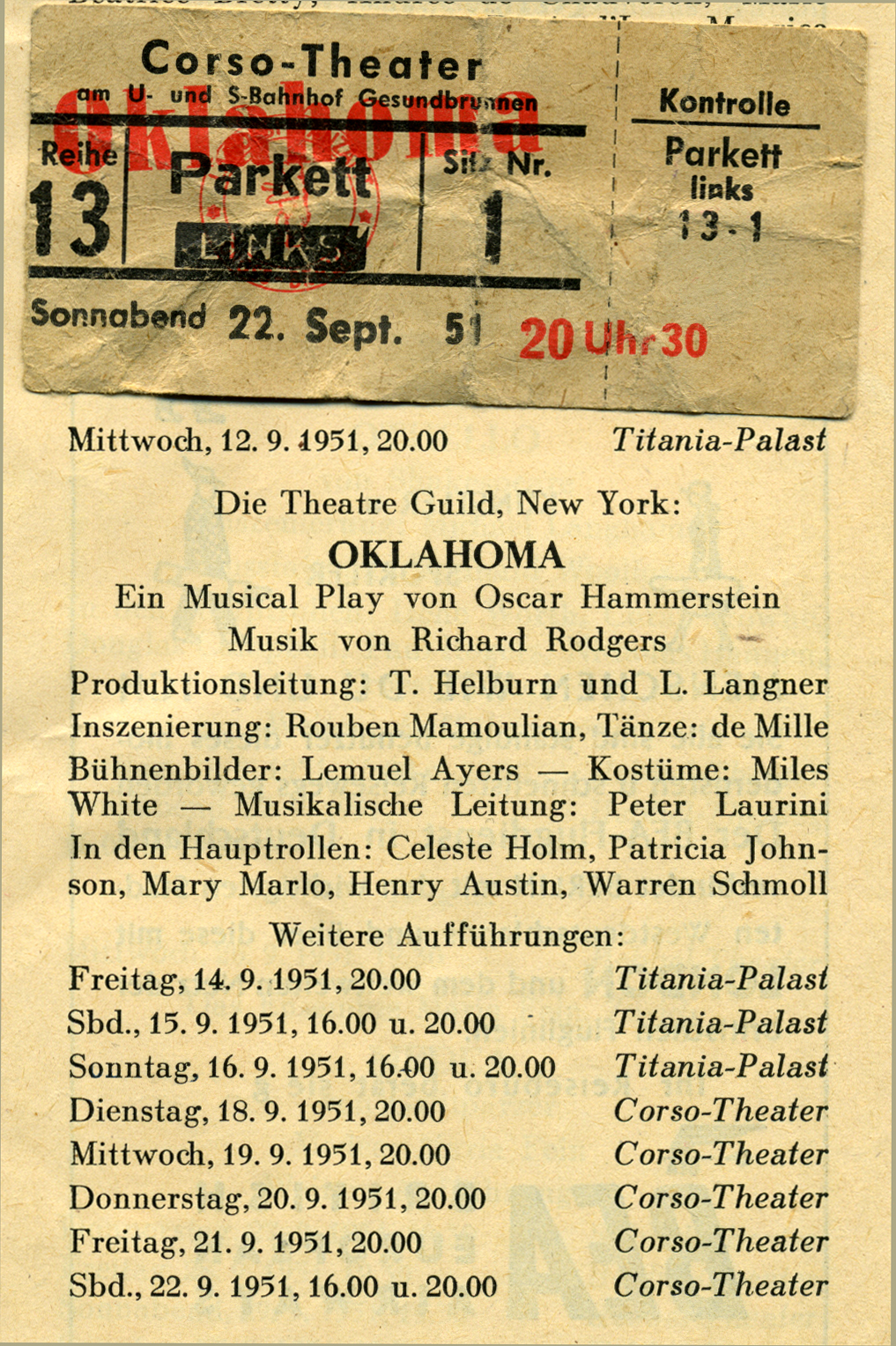
Oklahoma-Aufführungen in Berlin 1951

Oklahoma! wurde insgesamt fünfmal am Broadway einstudiert. Die erste Serie von 1943 bis 1948 mit insgesamt 2122 Aufführungen stellte damals einen Rekord für den Broadway dar.
Das Musical war in Deutschland erstmals in der englischsprachigen Originalproduktion der Theatre Guild aus New York in zwölf Aufführungen vom 12. bis 22. September 1951 als Gastspiel anlässlich der Berliner Festspiele im Berliner Titania-Palast und im Corso-Theater zu sehen (Choreographie der Tänze: Agnes de Mille).
Die deutschsprachige Erstaufführung war am 24. August 1973 in Münster.
Das Musical wurde im Jahr 1955 von Regisseur Fred Zinnemann als Oklahoma! verfilmt.
1998/1999 wurde Oklahoma! in einer neuen Inszenierung im London Royal National Theatre aufgeführt. Hier besetzte man die Rollen zum ersten Mal mit Darstellern, die in der Ballett-Szene (Traumszene) selbst tanzten. Es spielten u. a. Hugh Jackman als Curly McLain, Josefina Gabrielle als Laurey Williams, Shuler Hensley als Jud Fry, Jimmy Johnston als Will Parker, Maureen Lipman als Aunt Eller, Peter Polycarpou als Ali Hakim und Vicki Simon als Ado Annie. Diese Inszenierung war Grundlage für eine weitere Filmfassung in der eben genannten Besetzung.
Die Londoner Inszenierung wurde später auch mit veränderter Besetzung am Broadway aufgeführt, konnte dort aber nicht an den Londoner Erfolg anknüpfen.
Das Musical erhielt 1944 den Pulitzer-Preis, 1976 einen Grammy Award und 2002 einen Tony Award.
Der Titelsong Oklahoma! ist seit 1953 offizielle Hymne des US-Bundesstaates Oklahoma.